# Laura Evangelista Alvarados Cardozo

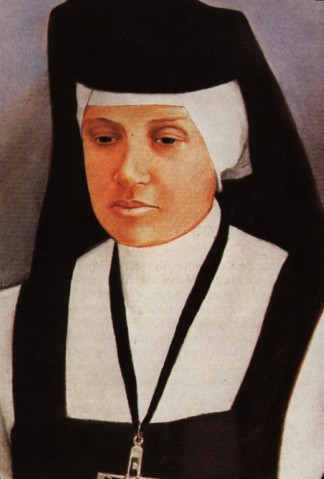
Sel. M. Maria de San José Alvarados Cardozo ARV

Laura Evangelista Alvarados Cardozo, Ordensname María de San José, (* 25. April 1875 in Choroní, Venezuela; † 2. April 1967 in Maracay, Venezuela) war die Ordensgründerin der Augustiner-Rekollektinnen des Herzen Jesu (es: Hermanas Agustinas Recolectas del Carazón de Jesús). M. María de San José wurde 1995 seliggesprochen, ihr Gedenktag in der Liturgie ist der 2. April.

## Leben
Laura Evangelista Alvarado Cardozo war das älteste von vier Kindern. Ihre Eltern waren Klemens Alvarado und Margherita Cardozo, die in einem kleinen Ort namens Choroní (Venezuela) beheimatet und nicht miteinander verheiratet waren. Am 13. Oktober 1875 Laura Evangelista getauft und bereits im zweiten Lebensjahr wurde ihr die Firmung gespendet. In der Obhut ihrer Mutter und Großmutter aufgewachsen, kam Laura frühzeitig mit dem Gebet in Berührung. Sie erlernte das Beten des Rosenkranzes und betreute mit ihrer Großmutter arme und kranke Menschen. 
Nach der Übersiedlung nach Maracay trat Laura im fünften Lebensjahr in die Schule ein. 1892 machte sie ihren Schulabschluss, hier war sie schon durch ihre hohe Intelligenz und praktizierte Nächstenliebe aufgefallen. Schon früh hatte sie mit eigener Arbeit für den Familienunterhalt beigetragen. Ebenfalls im Jahr 1892 eröffnete sie ihrem Pfarrer Vincente López Aveledo den Wunsch, Ordensschwester zu werden. Am 8. Dezember 1892 legte sie das Gelübde ewiger Jungfräulichkeit ab und wurde dem Pfarrer eine treue Hilfe in der Pfarrgemeinde. In Ermangelung eines Klosters in Venezuela übernahm Laura die Stelle einer Pflegerin in dem von Pfarrer Aveledo errichteten Krankenhaus in Maracay. Während einer Pockenepidemie widmete sie sich den Erkrankten und setzte die ihre Arbeit anschließend mit vier weiteren Helferinnen fort. Am 5. Mai 1896 wurde Laura Evangelista zur Leiterin des Hospitals ernannt und leitete eine Gruppe junger Menschen, die „Samariter“ genannt wurden. 

## Augustiner-Rekollektinnen des Herzen Jesu
Am 11. Februar 1901 kam es zur Gründung einer Schwesternkongregation, die sich Augustiner Hospitalschwestern nannte. Unterstützt wurde die Arbeit von Pfarrer Aveledo. Die Schwestern übernahmen nun die Krankenpflege, versorgten alte Menschen und betreuten Waisen. Der Generalvikar des Erzbistums Caracas erteilte die Erlaubnis zum Tragen eines Habits und einer Lebensführung nach der Augustinusregel. Gleichzeitig wurde Schwester Laura als kommissarische Oberin eingesetzt. Damit war die Grundlage zur Errichtung eines kanonischen Noviziats geschaffen. 
Am 22. Januar 1902 legte Laura die erste Profess ab und nahm den Ordensnamen Maria vom heiligen Josef an. Mit einer Sondergenehmigung durfte sie bereits am 13. September 1903 die ewigen Gelübde ablegen. Die zwischenzeitlich ausgearbeiteten Ordensstatuten wurden am 28. September 1903 genehmigt. 
Die Ordensentwicklung und die Verbreitung ging nun mit großen Schritten voran, 1905 eröffnete Mutter Maria vom hl. Josef das erste Waisenhaus für Mädchen. Es entstanden über die örtlichen Grenzen von Maracay hinaus in kürzester Zeit 35 Einrichtungen. Schon bald erhielt Mutter Maria den Beinamen „Pilgerin Gottes“. Durch ein Dekret des Erzbischofs von Caracas, Felipe Rincón González vom 17. September 1927 wurde die Niederlassung der Augustiner Hospitalschwestern bischöflich approbiert. Die Kongregation schloss sich 1950 den Augustiner-Rekollektinnen an.  Am 15. November 1952 erteilte Papst Pius XII. das Decretum laudis und ernannte die Augustiner-Rekollektinnen vom Herzen Jesu zur Kongregation päpstlichen Rechts. 

## Tod und Seligsprechung
1960 legte M. Maria auf eigenen Wunsch das Amt der Generaloberin nieder. Sie übernahm das Backen von Hostien für die Pfarreien in der Umgebung. Im Alter von 92 Jahren verstarb Mutter Maria am 2. April 1967. Zur kirchlichen Begräbnisfeier  in der Kapelle des Waisenhauses von Maracay kamen tausende Menschen. Schon kurz nach ihrem Tod stand sie im Ruf der Heiligkeit. Während des Seligsprechungsprozesses wurden die Gebeine Mutter Marias vom hl. Josef erhoben. Es zeigte sich, dass der Körper unverwest war, auch der Habit war vollständig erhalten, und die der Toten auf die Brust gelegte Lilie trug grüne Blätter. Es wurde ein Kristallsarkophag im Bronzerahmen als Reliquienschrein errichtet. Dieser wurde in der Kapelle des Waisenhauses vor dem Altar aufgestellt. Am 7. Mai 1995 sprach Papst Johannes Paul II. M. Maria vom hl. Josef selig.